# Heilig-Kreuz-Kirche (Koblenz)

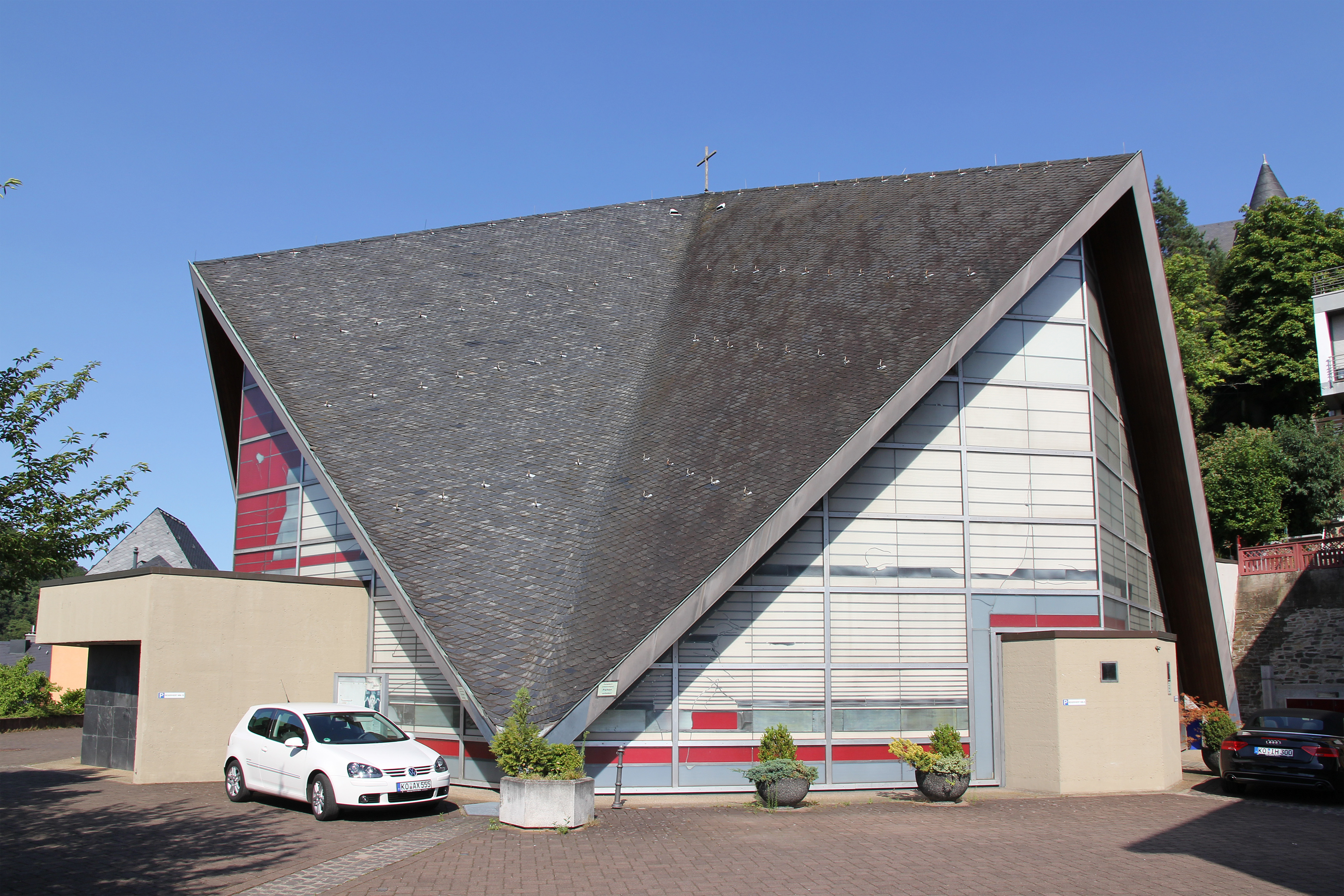
Die Heilig-Kreuz-Kirche in Koblenz-Ehrenbreitstein

Die Heilig-Kreuz-Kirche ist eine  katholische Kirche in Koblenz. Die ehemalige Pfarrkirche im Stadtteil Ehrenbreitstein wurde 1962–1964 an Stelle eines Vorgängerbaus aus dem 18. Jahrhundert erbaut. Der benachbarte Heribertturm dient der Kirche seit 1848 als Glockenturm. Die Kirche ist dem Heiligen Kreuz, an dem Jesus starb, geweiht.
Am 26. November 2017 wurde die Kirche durch den Weihbischof Jörg Michael Peters profaniert, nachdem dort seit etwa sieben Jahren keine regelmäßigen Gottesdienste mehr stattfanden. Die Gemeinde wünschte sich für das Gebäude künftig eine kulturelle Nutzung; es wurden aber auch Gespräche mit einer orthodoxen Gemeinde geführt, die auf der Suche nach einem neuen Gotteshaus sei. Anfang 2024 wurde bekannt, dass die Kirche an ein Architekturbüro veräußert wurde. Durch kleinere Umbauten und den Einbau eines Glaskubus für Bürozwecke soll sie behutsam der neuen Nutzung angepasst werden.

## Geschichte

### Alte Heilig-Kreuz-Kirche

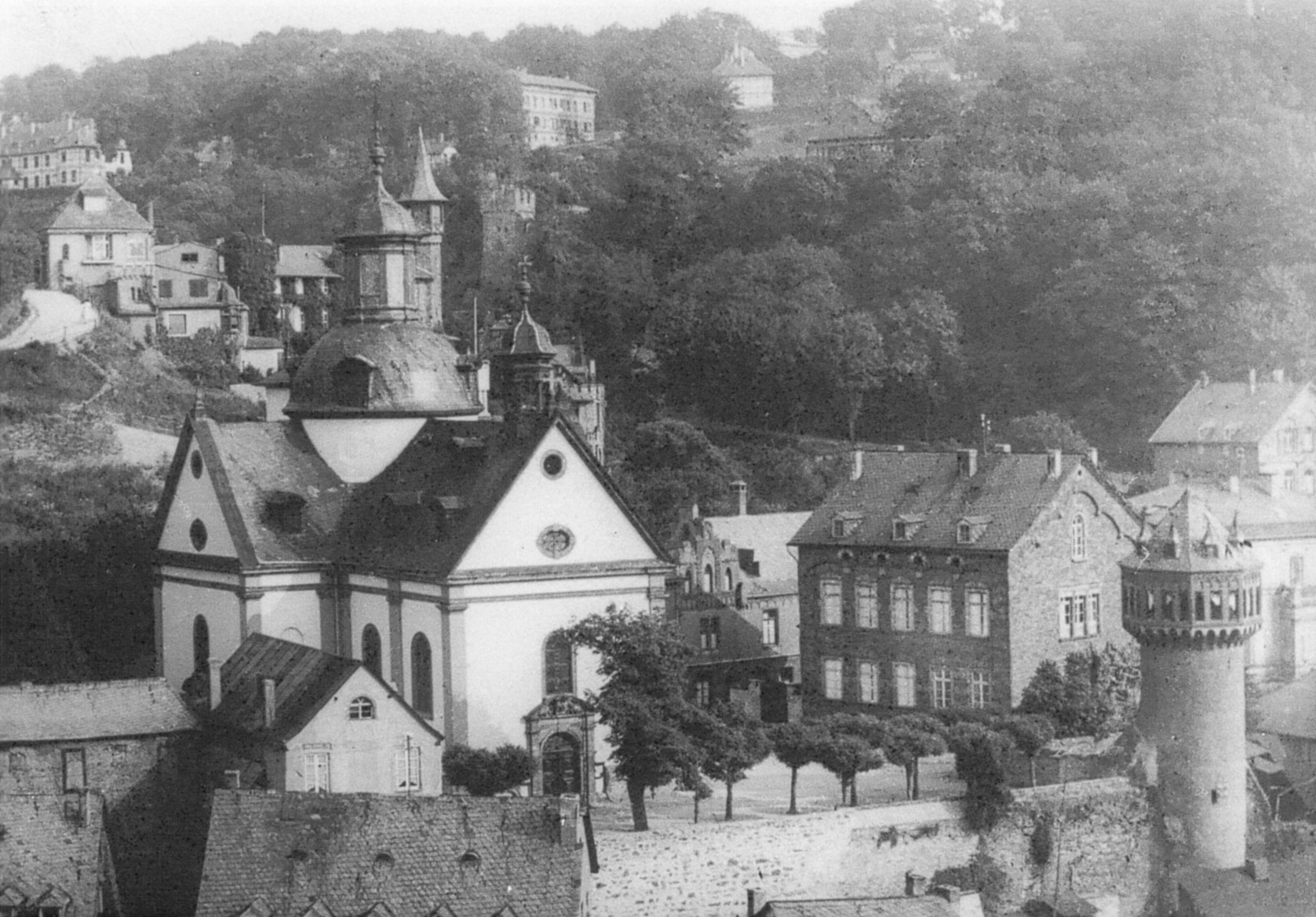
Die alte Heilig-Kreuz-Kirche etwa um 1900, rechts der Heribertturm

Die erste Heilig-Kreuz-Kirche (auch Hl.-Kreuz-Kirche) wurde von 1702 bis 1707 in Ehrenbreitstein erbaut, der damaligen Residenzstadt der Trierer Kurfürsten. Baumeister war Philipp Honorius von Ravensteyn. Ursprünglich stand hier eine Kreuzkapelle, die sogenannte Heribertkapelle, und ein Kloster der Augustiner-Eremiten, in dem 1510 Martin Luther weilte. Beide wurden 1636 während der Belagerung der Festung Ehrenbreitstein im Dreißigjährigen Krieg zerstört. Initiator des Kirchenneubaus war der Trierer Erzbischof Johann Hugo von Orsbeck, dem auch ein Epitaph in der Kirchengruft gewidmet ist. Die hauptsächlich in Bruchstein ausgeführte Barockkirche wurde unter Zuhilfenahme kurtrierischer Soldaten errichtet. Der Trierer Weihbischof Johannes Petrus Verhorst weihte die Kreuzkirche am 25. Oktober 1707. Seit 1711, nach der Loslösung von der Pfarrei St. Pankratius in Niederberg, ist Ehrenbreitstein eine eigenständige Pfarrei, deren erster Pfarrer Kaspar Adam Betz wurde.
Die Kirche überstand die Luftangriffe auf Koblenz im Zweiten Weltkrieg nicht. Am 31. Dezember 1944 zerstörte eine Luftmine das komplette Gebäude, wobei auch der überwiegend größte Teil der Ausstattung verloren ging. Lediglich die Gruft blieb erhalten.

### Neubau 1962–1964
Die Kirchengemeinde von Ehrenbreitstein nutzte nach 1945 die Kirche des Kapuzinerklosters für ihre Gottesdienste. Nach Plänen des Koblenzer Architekten Martin Ufer entstand an Stelle des zerstörten Vorgängerbaus 1962–1964 ein moderner Kirchenbau aus Beton. Zur Erinnerung an den Bau ist in der Außenmauer ein Gedenkstein mit der Inschrift A.D. 9.6.1963 eingelassen. Die Einweihung erfolgte am 1. Mai 1964. Die Gruft der ursprünglichen Kirche konnte erhalten werden, sie wurde in der Folge restauriert. Statt der eingestürzten ursprünglichen Gewölbe wurde aber eine flache Decke eingezogen. 
Seit Mai 2009 dient die Kapuzinerkirche der Pfarrei Heilig Kreuz wieder als Pfarrkirche. Die Heilig-Kreuz-Kirche wird seit 2010 nur noch zu kulturellen Zwecken genutzt.

## Bau und Ausstattung
Der Grundriss der barocken Heilig-Kreuz-Kirche aus dem 18. Jahrhundert bildete ein Kreuz mit einer Gesamtlänge von 24,5 m und einer Breite des Querschiffes von 18 m. Die Kirche war hauptsächlich in Bruchstein gemauert und verputzt. Über der Vierung erhob sich eine Kuppel und darüber ein mit einem Kreuz bekrönter Vierungsturm. Über drei Portale gelangte man in das Innere der Kirche.
In der Apsis stand ursprünglich ein Hochaltar von Dietrich Molitor, der im 19. Jahrhundert ersetzt wurde. Die beiden Seitenaltäre wurden 1748/49 nach Plänen von Johannes Seiz angefertigt, sie waren der Jungfrau Maria und dem Heiligen Augustinus geweiht. In der heute noch erhaltenen Krypta der Kirche ruhten die Herzen und Eingeweide der Kurfürsten Johann IX. Philipp von Walderdorff und Franz Georg von Schönborn sowie die Eingeweide, Zunge, Augen und das Gehirn Johann Hugo von Orsbecks, die aber im 20. Jahrhundert schon nicht mehr vorhanden waren. Bereits vor der Profanierung der Kreuzkirche 2017 wurden die Kurfürstenherzen in die Kapuzinerkirche gebracht. 
Der Neubau der Heilig-Kreuz-Kirche aus den 1960er Jahren wurde auf einem achteckigen Grundriss aus Stahlbeton errichtet. Es hat ein Faltdach aus Schiefer, das an vier Stellen mit der Erde verbunden ist. Die Giebel weisen in die vier Himmelsrichtungen. Der lichte Innenraum ist mit Fenstern von Johannes Schreiter (um 1980) und einer holzverkleideten Decke ausgestattet. Die Orgel wurde 1965 von Johannes Klais Orgelbau aus Bonn gebaut.
Durch die Kriegszerstörung sind nur wenige alte Ausstattungsstücke der barocken Kirche erhalten geblieben, so ein schmiedeeisernes Gitter aus der Erbauungszeit in der Krypta und einige Grabmäler.

## Pfarreiengemeinschaft
Die Pfarrei Heilig Kreuz ist Teil der im Oktober 2005 gegründeten „Pfarreiengemeinschaft Koblenz Rechte Rheinseite“, zu der auch die Maria Himmelfahrt auf dem Asterstein, St. Nikolaus in Arenberg, St. Aldegundis in Arzheim, die St. Maximin in Horchheim, St. Peter und Paul in Pfaffendorf, St. Pankratius in Niederberg und St. Martin auf der Pfaffendorfer Höhe gehören.

## Denkmalschutz
Die Heilig-Kreuz-Kirche ist seit 2013 ein geschütztes Kulturdenkmal nach dem Denkmalschutzgesetz (DSchG) und in der Denkmalliste des Landes Rheinland-Pfalz eingetragen. Sie liegt in Koblenz-Ehrenbreitstein in der Denkmalzone Tal Ehrenbreitstein.
Seit 2002 ist die Heilig-Kreuz-Kirche Teil des UNESCO-Welterbes Oberes Mittelrheintal.